# 유성의 록맨
《유성의 록맨》(流星のロックマン)은 캡콤이 제작한 《록맨》의 하위 시리즈에 해당하는 일련의 액션 롤플레잉 게임 시리즈이다. 2006년 《유성의 록맨》을 시작으로 닌텐도 DS 기종으로 총 세 작품이 발매됐다. 서양 지역에선 《메가맨 스타 포스》(Mega Man Star Force)라는 제목으로 출시됐다.
시간대상 이전 게임 시리즈 《록맨 에그제》의 미래를 무대로 한다. 2009년에 발매된 게임 《록맨 에그제 오퍼레이션 슈팅 스타》에선 크로스오버의 일환으로 《유성의 록맨》의 등장인물들이 출연하기도 했다.

## 작품 목록

### 비디오 게임
- 《유성의 록맨》 (2006)
- 《유성의 록맨 2》 (2007)
- 《유성의 록맨 3》 (2008)
- 《유성의 록맨 4》 (발매 취소)

### 기타 매체
- 《유성의 록맨》 (2006) - 애니메이션